# اومبرتو (بازیکن فوتبال، زاده ۱۹۴۵)
اومبرتو آندره ردس فیلیو (پرتغالی: Humberto؛ زادهٔ ۲۰ ژوئن ۱۹۴۵) بازیکن فوتبال اهل برزیل بود.
از باشگاه‌هایی که در آن بازی کرده‌است می‌توان به باشگاه فوتبال بوتافوگو و باشگاه فوتبال فلامینگو اشاره کرد.